# Elasmucha lateralis
Elasmucha lateralis – gatunek pluskwiaka z podrzędu różnoskrzydłych i rodziny puklicowatych.

## Zasięg występowania
Gatunek ten występuje w Kanadzie i północnej części USA od Atlantyku po Pacyfik, na południu, występując na większych wysokościach n.p.m, sięgając do Karoliny Południowej na wschodzie oraz Newady i Kalifornii na zachodzie.

## Budowa ciała
Osiąga 6,5 – 9 mm długości.

## Biologia i ekologia
Występuje na trenach leśnych. Głównymi roślinami żywicielskimi są gatunki z rodzaju brzoza (wysysa soki z liści oraz pąków), jednak imago mogą żerować również na innych gatunkach drzew.
W ciągu roku występują dwie generacje. Zimują postacie dorosłe.